# 요리사

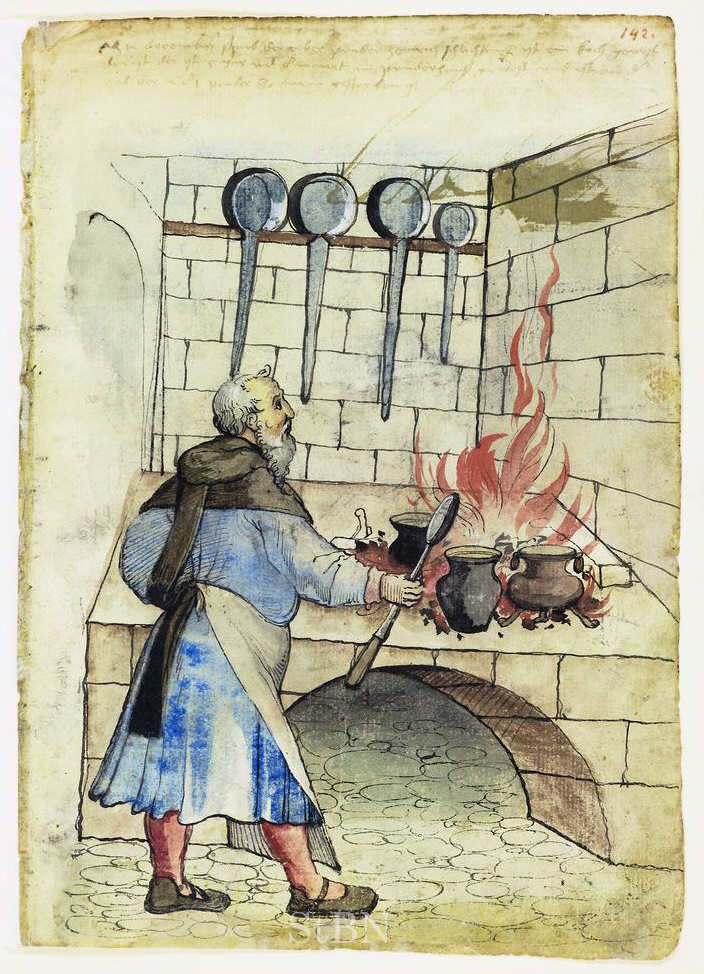
일하는 요리사 (15세기 또는 16세기 독일 삽화)

요리사(料理師)는 요리하는 사람 또는 요리하는 것을 업으로 하는 사람을 뜻한다.
요리사는 식품 산업, 특히 레스토랑과 같은 환경에서 소비할 항목을 준비하는 전문가이다. 요리사는 때때로 셰프라고 불리지만 요리 세계에서는 이 용어를 서로 바꾸어 사용할 수 없다. 요리사의 책임에는 음식 준비, 푸드 스테이션 관리, 주방 청소 및 요리사 돕기가 포함된다. 레스토랑은 지정된 역에 따라 요리사에게 직함을 부여한다. 예를 들면 육계 요리사, 튀김 요리사, 팬트리 요리사, 소스 요리사가 있다.

## 같이 보기
- 셰프
- 요리
- 조리사